# Semidalis panamensis
Semidalis panamensis is een insect uit de familie van de dwerggaasvliegen (Coniopterygidae), die tot de orde netvleugeligen (Neuroptera) behoort. 
De wetenschappelijke naam Semidalis panamensis is voor het eerst geldig gepubliceerd door Meinander in 1974.